# Rörtjärnen (Offerdals socken, Jämtland)
Rörtjärnen är en sjö i Offerdal socken i Krokoms kommun i Jämtland och ingår i Indalsälvens huvudavrinningsområde. Sjön har en area på 0,877 kvadratkilometer och ligger 475,2 meter över havet. Rörtjärnbäcken avvattnar tjärnen. Vattnet går mot Långan och sedan ut i Indalsälven.
Tjärnen har fått sitt namn av den rikliga förekomsten av röding, som heter röra på jämtska. Rödingarna är så kallade tusenbröder och växer här bara till en längd av ungefär 12–16 cm. Fisk som tagits i tjärnen har planterats i ett flertal sjöar med mycket gott resultat vad gäller tillväxt.
Strax väster om Rörtjärnen ligger en vattendelare som gör att västligare liggande mark avvattnas mot Kallsjön i Åre kommun. Vattnet på båda sidor hamnar till slut i Indalsälven.

## Delavrinningsområde
Rörtjärnen ingår i delavrinningsområde (706051-138895) som SMHI kallar för Inloppet i Västsjön. Medelhöjden är 514 meter över havet och ytan är 30,02 kvadratkilometer. Det finns inga avrinningsområden uppströms utan avrinningsområdet är högsta punkten. Ångsjöån som avvattnar avrinningsområdet har biflödesordning 3, vilket innebär att vattnet flödar genom totalt 3 vattendrag innan det når havet efter 278 kilometer. Avrinningsområdet består mestadels av skog (76 procent) och sankmarker (14 procent). Avrinningsområdet har 1,03 kvadratkilometer vattenytor vilket ger det en sjöprocent på 3,4 procent.